# Temporada de huracanes del Atlántico de 1978
La temporada de huracanes del Atlántico de 1978 fue la última temporada de huracanes del Atlántico que utilizó una lista de nombres exclusivamente femenina. La temporada comenzó oficialmente el 1 de junio y finalizó el 30 de noviembre. Fue una temporada superior a la media debido a que El Niño disminuyó . La primera tormenta, una tormenta subtropical, se desarrolló inusualmente temprano, el 18 de enero, y se disipó cinco días después sin causar daños. A fines de julio y principios de agosto, la tormenta tropical Amelia , de corta duración, provocó grandes inundaciones en Texas después de dejar caer hasta 48 pulgadas (1200 mm) de lluvia. Hubo 33 muertos y US$ 110 millones (equivalente a $345,21 millones en 2019) en daños. Tormenta tropical Bess y huracán Cora resultó en impactos terrestres menores, mientras que el último se atribuyó a una muerte.
La temporada de huracanes del Atlántico de 1978 fue la última temporada de huracanes del Atlántico que utilizó una lista de nombres exclusivamente femenina. La temporada comenzó oficialmente el 1 de junio y finalizó el 30 de noviembre. Fue una temporada superior a la media debido a que El Niño disminuyó . La primera tormenta, una tormenta subtropical, se desarrolló inusualmente temprano, el 18 de enero, y se disipó cinco días después sin causar daños. A fines de julio y principios de agosto, la tormenta tropical Amelia , de corta duración, provocó grandes inundaciones en Texas después de dejar caer hasta 48 pulgadas (1200 mm) de lluvia. Hubo 33 muertos y US$ 110 millones (equivalente a $345,21 millones en 2019) en daños. Tormenta tropical Bess y huracán Cora resultó en impactos terrestres menores, mientras que el último se atribuyó a una muerte.
Posteriormente, en agosto, la tormenta tropical Debra produjo efectos generalizados en la costa del Golfo de EE. UU. , aunque los daños también fueron relativamente menores. El huracán Ella se convirtió en el huracán de categoría 4 más septentrional mientras se ubicaba a 38°N , y azotó la costa este de los Estados Unidos y el Atlántico de Canadá con ráfagas de viento y corrientes de resaca. Los huracanes Flossie y Kendra, así como las tormentas tropicales Hope, Irma y Juliet, tuvieron impactos terrestres mínimos como ciclones tropicales. Sin embargo, el precursor de Kendra provocó inundaciones en Puerto Rico . El huracán Greta trajo fuertes vientos, mareas altas e inundaciones a América Central, particularmente a Belice yHonduras _ Greta resultó en alrededor de $ 25 millones en daños y al menos cinco muertes. La tormenta cruzó hacia el Pacífico oriental y pasó a llamarse Olivia. En general, las tormentas de esta temporada causaron colectivamente $191 millones en daños y 42 muertes.

## Resumen de temporada
La temporada de huracanes en el Atlántico comenzó oficialmente el 1 de junio de 1978. Aunque se desarrollaron 24 ciclones tropicales, solo doce de ellos alcanzaron una intensidad de tormenta tropical, que está ligeramente por encima del promedio de 1966-2009 de 11,3 tormentas con nombre por temporada. De las doce tormentas tropicales, cinco de ellas se convirtieron en huracanes, que está ligeramente por debajo del promedio de 1966-2009 de 6,2. Dos de los cinco huracanes se convirtieron en huracanes importantes, que es de categoría 3 o superior en la escala de vientos huracanados de Saffir-Simpson. Tres tormentas tropicales y dos huracanes tocaron tierra durante la temporada. Colectivamente, los ciclones tropicales de la temporada de 1978 causaron al menos 41 muertes y $135 millones. Además, el precursor del huracán Kendra provocó inundaciones en Puerto Rico, con $6 millones en daños y una muerte. La temporada terminó oficialmente el 30 de noviembre de 1978.
La ciclogénesis tropical comenzó muy temprano, con el desarrollo de una tormenta subtropical el 18 de enero. Se disipó unos cinco días después. Sin embargo, el próximo ciclón tropical, una depresión sin numerar, no se desarrolló hasta el 21 de junio. En julio, hubo dos sistemas, incluida una depresión tropical sin numerar y la tormenta tropical Amelia . Siete ciclones tropicales se formaron en agosto, incluida la Depresión Tropical Cuatro, las tormentas tropicales Bess y Debra y los huracanes Cora y Ella. También hubo siete sistemas en septiembre: las depresiones tropicales Ocho, Nueve y Doce, la tormenta tropical Hope y los huracanes Flossie y Greta .. Durante el mes de octubre hubo cinco ciclones tropicales, con dos depresiones tropicales sin numerar, las tormentas tropicales Irma y Juliet y el huracán Kendra. Hubo otra depresión tropical sin numerar en noviembre, que se disipó el 5 de noviembre.
La actividad de la temporada se reflejó con una calificación de energía ciclónica acumulada (ACE) de 63. ACE es una métrica utilizada para expresar la energía utilizada por un ciclón tropical durante su vida. Por lo tanto, una tormenta de mayor duración tendrá valores altos de ACE. Solo se calcula en incrementos de seis horas en los que los sistemas tropicales y subtropicales específicos tienen velocidades de viento sostenidas de 39 mph (63 km/h) o superiores, que es el umbral para la intensidad de una tormenta tropical.

## Ciclones tropicales

### Tormenta tropical Amelia
Una onda tropical emergió en el Océano Atlántico desde la costa oeste de África el 19 de julio. La ola no se desarrolló significativamente mientras cruzaba el Océano Atlántico y el Mar Caribe. Luego, la perturbación ingresó a un área del Golfo de México que era propicia para la ciclogénesis tropical y se convirtió en una depresión tropical mientras se ubicaba a unas 30 millas (48 km) al sur de Brownsville, Texas el 30 de julio. A pesar de su proximidad a la tierra, la depresión se fortaleció en La tormenta tropical Amelia el 31 de julio alcanzó su punto máximo con vientos de 50 mph (80 km/h). Alrededor de ese tiempo, Amelia tocó tierra cerca de Port Isabel, Texas .  Más tarde, el 31 de julio, la tormenta se debilitó a depresión tropical y se disipó temprano al día siguiente. 
Amelia afectó la costa de Texas durante dos días, provocando varios incidentes marítimos y daños menores en Corpus Christi y South Padre Island.  Mientras estuvo activo, no hubo muertes relacionadas con la tormenta.  Sin embargo, el mayor impacto de la tormenta siguió a su disipación, cuando sus remanentes contribuyeron a registrar totales de lluvia en el estado.  El estado, que ya sufría de una sequía anterior, creyó que la lluvia ayudaría a aliviar las condiciones.  Sin embargo, la tierra seca ayudó a las inundaciones de la tormenta.  La lluvia provocó la inundación de varios ríos y arroyos, especialmente alrededor de Texas Hill Country y el norte de Texas, lo que provocó graves daños. En general, Amelia causó 33 muertes con un estimado de $110 millones en daños. 

### Tormenta tropical Bess
El 1 de agosto se desarrolló un área de baja presión en Georgia a lo largo de un frente frío que se disipaba. El sistema se separó del frente frío y se desplazó hacia el suroeste, alcanzando el noreste del Golfo de México el 3 de agosto. Las imágenes satelitales, las boyas y los vuelos de aviones de reconocimiento indicaron que para agosto 5, el sistema probablemente adquirió una circulación cerrada. Así, el Centro Nacional de Huracanes estimó que se desarrolló una depresión tropical en el centro del Golfo de México a las 1200 UTC de ese día. El 6 de agosto, un vuelo de reconocimiento a la depresión resultó en una actualización a la tormenta tropical Bess, mientras se encontraba a unas 250 millas (400 km) al sureste de Brownsville, Texas.. La tormenta se había dirigido inicialmente hacia el oeste-suroeste a 8 mph (13 km / h), antes de moverse hacia el suroeste a casi la misma velocidad. 
A las 1200 UTC del 7 de agosto, Bess alcanzó su presión barométrica mínima de 1005 mbar (29,7 inHg). A partir de entonces, Bess comenzó a girar casi hacia el sur bajo la influencia de un área de alta presión sobre el sur de Texas. Más tarde, el 7 de agosto, la tormenta alcanzó sus vientos máximos sostenidos de 50 mph (80 km/h). A primeras horas del 8 de agosto, Bess tocó tierra cerca de Nautla, Veracruz , con la misma intensidad y luego se disipó rápidamente tierra adentro.  En Tuxpan, Veracruz y Tampico, Tamaulipas , los vientos sostenidos alcanzaron solo 29 mph (47 km/h).  La tormenta también produjo fuertes lluvias, con un máximo de 12,04 pulgadas (306 mm) en La Estrella.  Sin embargo, no se produjeron inundaciones y no se reportaron daños ni muertes. Sus restos emergieron en el Océano Pacífico, lo que llevó a la formación del huracán Iva . 

### Huracán Cora
Una perturbación salió de la costa oeste de África el 4 de agosto y se convirtió en una depresión tropical unos tres días después, mientras se encontraba muy al este de las Antillas Menores. El 8 de agosto, la depresión se convirtió en la tormenta tropical Cora. La tormenta se movió a una velocidad de avance inusualmente alta para un ciclón en el Océano Atlántico en agosto y se intensificó hasta convertirse en huracán ese mismo día. El huracán se actualizó a huracán basándose únicamente en fotografías satelitales, la segunda vez que esto ocurrió.  Temprano el 9 de agosto, alcanzó su punto máximo con vientos de 90 mph (140 km/h). Alrededor de las 0000 UTC del día siguiente, Cora se debilitó a tormenta tropical mientras se movía hacia el oeste-suroeste. La tormenta tocó tierra en Granadael 11 de agosto, mientras se debilitaba a depresión tropical. Cora se debilitó aún más hasta convertirse en una depresión tropical, antes de perder su circulación y degenerar en una onda tropical el 12 de agosto.  El remanente cruzó América Central hacia el Océano Pacífico, donde se regeneró en el huracán Kristy . 
Cora fue un ciclón inusual, que mantuvo una latitud inusualmente baja en el Atlántico en agosto a altas velocidades. A su paso por las Antillas Menores, vientos racheados y lluvias ligeras en Barbados y Santa Lucía .  En este último, una persona murió tras pisar un tendido eléctrico de alta tensión que fue derribado en Castries . Aproximadamente del dos al cuatro por ciento de los árboles de la isla fueron derribados.  Cora también fue responsable de alterar las condiciones climáticas en Presque Isle, Maine , lo que permitió el despegue del histórico vuelo del globo aerostático Double Eagle II. 

### Tormenta tropical Debra
Un área de baja presión que se desarrolló sobre el sureste de Florida y un área de convección cerca de la península de Yucatán se fusionaron y dieron como resultado la formación de una depresión tropical sobre el sur del Golfo de México el 26 de agosto. Virando hacia el oeste-noroeste alrededor de una cresta de alta presión, la depresión comenzó a intensificarse gradualmente y se convirtió en tormenta tropical Debra el 28 de agosto. Debra giró hacia el norte y alcanzó su intensidad máxima de 60 mph (97 km / h) el 29 de agosto, poco antes de tocar tierra en el suroeste de Luisiana. Fue una tormenta desorganizada, con la mayor parte de la convección ubicada al este del centro.  El sistema se debilitó rápidamente y se disipó sobre Arkansas el 29 de agosto, aunque sus restos continuaron en elValle de Ohio . 
Una persona murió al intentar evacuar una plataforma petrolera al sur de Cameron, Luisiana . El daño causado por Debra se consideró mínimo.  En Luisiana, la precipitación alcanzó un máximo de 10,81 pulgadas (275 mm) en Freshwater Bayou .  Sin embargo, no se reportaron inundaciones.  Los impactos del viento fueron leves y se limitaron principalmente a la caída de árboles y daños a los techos en Lake Charles y Nueva Orleans .  La tormenta generó varios tornados en Arkansas,  Mississippi, Louisiana,  Tennessee,  y Texas.  En Mississippi, un tornado enCrystal Springs destruyó tres casas rodantes y una casa, matando a una persona e hiriendo gravemente a otra. 

### Huracán Ella
Un frente frío generó una perturbación tropical cerca de las Bermudas, que se convirtió en depresión tropical el 30 de agosto. La depresión se fortaleció y, a principios del 31 de agosto, se convirtió en tormenta tropical Ella. Los informes del barco indicaron que Ella se convirtió en huracán más tarde ese día. Se produjo una intensificación significativa adicional y la tormenta alcanzó una intensidad máxima preliminar de 125 mph (201 km / h). Una vaguada de onda corta sobre el este de los Estados Unidos hizo que Ella desacelerara y girara hacia el norte.  Simultáneamente, el aire seco disminuyó la convección el 2 de septiembre, lo que a su vez resultó en un debilitamiento.  Eventualmente, otra depresión obligó a Ella a volver a curvarse hacia el noreste, permaneciendo así lejos de la costa este de los Estados Unidos. 
Luego, la tormenta se volvió a intensificar y, a las 1200 UTC del 4 de septiembre, Ella alcanzó su punto máximo como un huracán de categoría 4 con vientos de 140 mph (230 km / h). A partir de entonces, Ella se debilitó rápidamente cuando pasó frente a la costa atlántica de Canadá, antes de ser absorbida por una tormenta extratropical mientras se encontraba a más de 700 millas (1100 km) al noreste de St. John's el 5 de septiembre.  Ella amenazó con pasar dentro de las 50 millas (80 km) de Carolina del Norte .  Debido a esto, se emitió una alerta de huracán para los Outer Banks de Carolina del Norte durante el fin de semana del Día del Trabajo , lo que resultó en una disminución significativa del turismo. Sin embargo, debido a que la tormenta viró hacia el noreste, pequeños efectos además de olas de 5 a 9 pies (1,5 a 2,7 m),  erosión menor de la playa y vientos ligeros en las partes costeras de Carolina del Norte.  En Terranova, Ella produjo cantidades de lluvia que alcanzaron los 61 mm (2,39 pulgadas) y ráfagas de viento de hasta 114 km/h (71 mph). 

### Huracán Flossie
Una onda tropical pasó hacia el oeste a través de Dakar , Senegal , el 31 de agosto y entró en el Océano Atlántico ese mismo día. La convección aumentó notablemente durante los días siguientes y, a las 0000 UTC del 4 de septiembre, la ola se convirtió en una depresión tropical mientras se encontraba a mitad de camino entre África y las Antillas Menores . Más tarde ese día, el comerciante de Hong Konginformó vientos con fuerza de tormenta tropical, por lo que la depresión se actualizó a tormenta tropical Flossie. Inicialmente siguió hacia el noroeste a 23 mph (37 km / h) y se produjo un fortalecimiento mínimo, posiblemente debido a las rápidas velocidades de avance. El 5 de septiembre, la tormenta se curvó hacia el oeste, hasta que giró hacia el norte el 7 de septiembre. Un área de alta presión se convirtió en una depresión, lo que provocó que Flossie volviera a curvarse hacia el noreste y generar fuertes vientos en los niveles superiores. 
El 8 de septiembre, Flossie fue degradado a depresión tropical.  Después de que la depresión comenzó a debilitarse, regresaron las condiciones favorables, lo que permitió a Flossie volver a fortalecerse hasta convertirse en una tormenta tropical el 10 de septiembre. Luego, Flossie desaceleró y quedó casi estacionaria el 12 de septiembre. Alrededor de ese tiempo, la tormenta se convirtió en huracán. La intensificación continuó y Flossie alcanzó su punto máximo con vientos de 160 km / h (100 mph) a principios del 13 de septiembre. La tormenta comenzó a girar casi hacia el norte y comenzó a debilitarse. Flossie aceleró hacia el noreste y finalmente se transformó en un ciclón extratropical mientras se encontraba a 700 millas (1100 km) al norte de las Azores el 15 de septiembre.  El fuerte ciclón extratropical trajo vientos de hasta 104 mph (167 km/h) aFair Isle , Gran Bretaña . 

### Huracán Greta
Una onda tropical se convirtió en una depresión tropical cerca de Trinidad el 13 de septiembre. Al día siguiente, la depresión se fortaleció hasta convertirse en la tormenta tropical Greta. Se dirigió hacia el oeste a oeste-noroeste a través del Mar Caribe y se intensificó lentamente, convirtiéndose en huracán el 16 de septiembre. La tasa de intensificación aumentó a medida que Greta se acercaba al noroeste del Mar Caribe. Greta alcanzó brevemente su punto máximo como huracán de categoría 4 con vientos máximos sostenidos de 130 mph (210 km/h) y una presión barométrica mínima de 947 mbar (28,0 inHg), mientras rozaba el noreste de Honduras. Aunque la tormenta permaneció en alta mar, la interacción con la tierra provocó un debilitamiento significativo. El 19 de septiembre, Greta tocó tierra en el distrito de Stann Creek. Belice con vientos de 110 mph (180 km/h). La tormenta se debilitó rápidamente tierra adentro sobre América Central, pero sobrevivió a su paso y finalmente se convirtió en el huracán Olivia en el Océano Pacífico oriental. 
Al principio de su duración, Greta produjo fuertes lluvias en las Antillas Holandesas .  Con un camino similar al del huracán Fifi cuatro años antes, Greta amenazó con reproducir los efectos devastadores de la tormenta catastrófica;  sin embargo, los daños y la pérdida de vidas fueron significativamente menores de lo que se temía.  En Honduras, unas 1.200 viviendas resultaron dañadas, aproximadamente la mitad de las cuales en pueblos a lo largo de la costa.  La tormenta dañó alrededor del 75% de las casas en Roatán a lo largo de las Islas de la Bahía frente a la costa ,  y hubo una muerte en el país.  En la Barrera de Coral de Belice, Greta derribó árboles y produjo grandes olas,  mientras que en el continente hubo inundaciones mínimas a pesar de una fuerte marejada ciclónica .  En Dangriga, donde tocó tierra, el huracán dañó o destruyó 125 casas y el hospital primario.  En la ciudad de Belice , un tornado volcó un camión y dañó cuatro casas.  Los daños en Belice se estimaron en $ 25 millones y hubo cuatro muertes. 

### Tormenta tropical Hope
Un área de baja presión en la troposfera media se desarrolló sobre el sureste de los Estados Unidos el 10 de septiembre. El sistema se convirtió en una depresión subtropical a principios del 12 de septiembre, mientras se encontraba a unas 75 millas (121 km) al este de St. Augustine, Florida . Durante los días siguientes, la depresión se desplazó de este a noreste hacia el este. Mientras se fortalecía en una tormenta subtropical el 15 de septiembre, pasó justo al norte de las Bermudas,  pero produjo solo 1,07 pulgadas (27 mm) de lluvia en la isla. Luego, la tormenta hizo un breve descenso hacia el este-sureste, antes de reanudar su curso hacia el este-noreste el 16 de septiembre. A partir del día siguiente, las imágenes satelitales indicaron que el sistema estaba adquiriendo características tropicales. Como resultado, fue reclasificada como tormenta tropical Hope a las 0600 UTC del 17 de septiembre. 
Debido a que Hope permaneció fuera del alcance de los vuelos de aviones de reconocimiento, el Centro Nacional de Huracanes se basó en estimaciones de barcos y satélites. Después de convertirse en ciclón tropical, Hope comenzó a acelerar mientras se intensificaba lentamente. Las estimaciones satelitales a las 1200 UTC del 19 de septiembre indicaron que la tormenta alcanzó su máxima intensidad con vientos máximos sostenidos de 65 mph (105 km/h) y una presión mínima de 987 mbar (29,1 inHg), registrados por el SS Banglar Mann . Mientras se encontraba a cientos de millas al norte de las Azores el 20 de septiembre, la tormenta giró hacia el norte  y comenzó a cruzar hacia temperaturas de la superficie del mar de 68 °F (20 °C).  A las 1200 UTC del 21 de septiembre, Hope se transformó en un ciclón extratropical y fue absorbida por otra tormenta extratropical mientras se encontraba a unas 220 millas (350 km) al sur de Reykjavík , Islandia . 

### Tormenta tropical Irma
Los orígenes de la tormenta tropical Irma se originaron en una depresión subtropical que se formó a unas 500 millas (800 km) al sur de las Azores el 2 de octubre. Durante los siguientes dos días, la actividad de tormentas eléctricas aumentó gradualmente alrededor del centro de circulación a medida que la tormenta se desplazaba hacia el norte. El 2 de octubre, la tormenta había tomado la apariencia de una tormenta tropical en las fotografías de satélite, y el flujo anticiclónico de nivel superior sobre el centro de la tormenta era evidente en las películas de lapso de tiempo de satélite. Para la tarde del 4 de octubre, el sistema había adquirido las características de una tormenta tropical y recibió el nombre de Irma; los vientos huracanados se extendieron 150 millas (240 km) desde el centro de circulación. 
Seis horas después de ser nombrada, Irma alcanzó su máxima intensidad de 50 mph (80 km/h).  El 5 de octubre, Irma giró hacia el norte-noreste y pasó a mitad de camino entre las Azores centrales y occidentales .  Poco después, Irma se volvió menos organizada,  y esa noche fue absorbida por un frente frío que se acercaba , a unas 450 millas (720 km) al noreste de las Azores. Aunque Irma pasó cerca de partes de las Azores occidentales y centrales con vientos huracanados en algunas áreas, no se recibieron informes de daños o víctimas causadas por Irma. Varios barcos cercanos informaron vientos de alrededor de 46 mph (74 km / h). Se señaló que pueden haber ocurrido fuertes lluvias en algunas de las islas montañosas cuando pasó Irma. 

### Tormenta tropical Juliet
Una onda tropical débil emergió en el Océano Atlántico desde la costa oeste de África el 30 de septiembre. La onda se movió hacia el oeste-noroeste y se centró bien al este de las Islas de Sotavento el 6 de octubre, cuando las imágenes de satélite indicaron que la convección profunda se volvió mucho más concentrada. Al día siguiente, los informes de los barcos señalaron que se estaba desarrollando una circulación cerrada. El sistema se clasificó como depresión tropical a partir de las 1800 UTC del 7 de octubre, mientras se encontraba a unas 600 millas (970 km) al este de Puerto Rico. Alrededor del mediodía del 8 de octubre, la depresión se intensificó hasta convertirse en la tormenta tropical Juliet. 
Después de alcanzar su punto máximo con vientos máximos sostenidos de 80 km/h (50 mph) y una presión barométrica mínima de 1.006 mbar (29,7 inHg) a principios del 9 de octubre, Juliet pasó al norte de Puerto Rico.  La tormenta trajo lluvias ligeras a la isla, con un máximo de 4,51 pulgadas (115 mm) en la Planta Toro Negro.  La tormenta luego aceleró y curvó hacia el noroeste, hacia el norte y luego hacia el noreste. El 11 de octubre, Juliet se fusionó con una zona frontal, mientras se ubicaba al oeste-suroeste de las Bermudas. Más tarde ese día, los restos se movieron por la isla y produjeron hasta 76 mm (3 pulgadas) de lluvia. 

### Huracán Kendra
A fines de octubre, una onda tropical y un área de clima perturbado se combinaron en el noroeste del Caribe, antes de cruzar Puerto Rico. El sistema se movió hacia el noroeste y, a última hora del 28 de octubre, se convirtió en una depresión tropical mientras se encontraba a unas 80 millas (130 km) al norte de Mayaguana en las Bahamas. Temprano al día siguiente, se fortaleció en la tormenta tropical Kendra. La tormenta se intensificó rápidamente mientras se movía hacia el norte o el noroeste y se convirtió en huracán a última hora del 29 de octubre. Después de alcanzar un máximo con vientos de 80 mph (130 km/h) el 30 de octubre, Kendra se debilitó significativamente a 50 mph (80 km/h). ) tormenta tropical en sólo 12 horas. Kendra continuó hacia el norte-noreste o noreste, antes de ser absorbido por un ciclón extratropical mientras se encontraba al oeste-noroeste de las Bermudas a principios del 1 de noviembre. 
El sistema precursor dejó caer la lluvia en gran parte del sur de Puerto Rico fue de al menos 7 pulgadas (180 mm), con un pico de 20,43 pulgadas (519 mm) en Pico del Este.  Los deslizamientos de tierra y las inundaciones provocadas por las fuertes precipitaciones dejaron muchos caminos intransitables, arrasaron o colapsaron varios puentes y causaron daños considerables a la agricultura, especialmente a la ganadería. Además, ocurrió una muerte y 1.710 familias huyeron de sus hogares en busca de albergues.  Los daños en Puerto Rico alcanzaron los $6 millones. Un área de alta presión y Kendra combinados produjeron fuertes vientos y mareas anormalmente altas a lo largo de la costa este de los Estados Unidos , aunque no se reportaron daños. 

## Nombre de los ciclones tropicales
Los siguientes nombres se usaron para nombrar tormentas que se formaron en la cuenca del Atlántico norte en 1978. Las tormentas se nombraron Amelia, Bess, Cora, Flossie, Hope, Irma y Juliet por primera vez en 1978. Este fue el último año en que solo se nombraron nombres femeninos que fueron utilizados para los huracanes del Atlántico. El nombre de Greta se retiró después de la temporada de 1978. Los nombres que no fueron asignados están marcados en 
.
| - Amelia - Bess - Cora - Debra - Ella - Flossie - Greta | - Hope - Irma - Juliet - Kendra - Louise (sin usar) - Martha (sin usar) - Noreen (sin usar) | - Ora (sin usar) - Paula (sin usar) - Rosalie (sin usar) - Susan (sin usar) - Tanya (sin usar) - Vanessa (sin usar) - Wanda (sin usar) |